# Adolph Sigfried von der Osten
Adolph Sigfried von der Osten, född 21 oktober 1726, död 2 januari 1797, var en dansk diplomat och ämbetsman.
von der Osten innehade från 1757, med ett uppehåll för en tid som minister i Warszawa 1761-63, den för Danmark vid denna tid ytterst viktiga ministerposten i Sankt Petersburg, men ådrog sig genom sina intriger och sin skarpa tunga såväl Christian Bernstorffs som kejsarinnan Katarinas och Nikita Panins missnöje och hemkallades 1765. Johann Friedrich Struensee gjorde honom 1770 till utrikesminister, men samarbetet blev dåligt; efter Struenses fall tillhörde von der Osten en tid den nya regeringen men avlägsnades 1773 som stiftsamtman till Aalborg. År 1782 blev han justitiarius i Højesteret, 1788-94 var han overpræsident i Köpenhamn.